# 武藏村山市
武藏村山市（日语：／ Musashimurayama shi */?），為位于日本東京都多摩地區北部的城市。面積15.37平方公里。于1970年開始施行市制，原名村山町，但因山形縣已有村山市，故改名武藏村山市。

## 地理

### 地勢
北部為狹山丘陵。丘陵南側為武藏野台地。本市為荒川水系與多摩川水系的交界。市內的空堀川東流注入新河岸川，後與荒川匯流。另外殘堀川流往立川市與多摩川匯流。

### 鄰接自治體
- 東 - 東大和市
- 北 - 埼玉縣所澤市
- 西 - 西多摩郡瑞穗町、福生市
- 南 - 立川市

### 町名
- 中藤（日语：中藤）（なかとう 〒208-0001）
- 神明（日语：神明 (武蔵村山市)）（しんめい 〒208-0002）
- 中央（日语：中央 (武蔵村山市)）（ちゅうおう 〒208-0003）
- 本町（日语：本町 (武蔵村山市)）（ほんまち 〒208-0004）
- 學園（日语：学園 (武蔵村山市)）（がくえん 〒208-0011）
- 綠丘（日语：緑が丘 (武蔵村山市)）（みどりがおか 〒208-0012）
- 大南（日语：大南 (武蔵村山市)）（おおみなみ 〒208-0013）
- 三藤（日语：三ツ藤）（みつふじ 〒208-0021）
- 榎（日语：榎 (武蔵村山市)）（えのき 〒208-0022）
- 伊奈平（日语：伊奈平）（いなだいら 〒208-0023）
- 岸（日语：岸 (武蔵村山市)）（きし 〒208-0031）
- 三木（日语：三ツ木）（みつぎ 〒208-0032/0033）
- 殘堀（日语：残堀）（ざんぼり 〒208-0034）
- 中原（日语：中原 (武蔵村山市)）（なかはら 〒208-0035）

## 歷史
- 1889年4月1日 - 神奈川縣北多摩郡中藤村、橫田村、三木村、岸村成立，4村組成中藤村外三村組合。
- 1893年4月1日 - 三多摩地區劃入東京府。
- 1908年4月1日 - 中藤村合併橫田村。中藤村外三村組合更名為中藤村外二村組合。
- 1917年4月1日 - 中藤村、三木村、岸村合併成立東京府北多摩郡村山村。
- 1954年11月3日 - 町制施行，為村山町。
- 1966年 - 都營村山團地竣工。人口急增。(1965年：14,069人→1970年：41,275人)
- 1970年11月3日 - 市制施行。因已有同名的山形縣村山市，更名為武藏村山市。

## 人口
| 武藏村山市人口分布圖 |                                                   |  |
| 武藏村山市與日本全國年齡別人口分布比較圖 （2005年資料） | 武藏村山市的年齡、男女別人口分布圖 （2005年資料） |  |
| ■紫色是武藏村山市 ■綠色是全国 | ■藍色是男性 ■紅色是女性                           |  |
| 武藏村山市人口變化 \| 1970年 \| 41,275人 \| \| \| 1975年 \| 50,842人 \| \| \| 1980年 \| 57,198人 \| \| \| 1985年 \| 60,930人 \| \| \| 1990年 \| 65,562人 \| \| \| 1995年 \| 67,015人 \| \| \| 2000年 \| 66,052人 \| \| \| 2005年 \| 66,553人 \| \| \| 2010年 \| 70,053人 \| \| \| 2015年 \| 71,229人 \| \| \| 2020年 \| 70,829人 \| \| |                                                   |  |
| 資料來源：日本總務省統計中心提供之人口普查數據 |                                                   |  |
| 1970年 | 41,275人                                          |  |
| 1975年 | 50,842人                                          |  |
| 1980年 | 57,198人                                          |  |
| 1985年 | 60,930人                                          |  |
| 1990年 | 65,562人                                          |  |
| 1995年 | 67,015人                                          |  |
| 2000年 | 66,052人                                          |  |
| 2005年 | 66,553人                                          |  |
| 2010年 | 70,053人                                          |  |
| 2015年 | 71,229人                                          |  |
| 2020年 | 70,829人                                          |  |

### 日夜間人口
2005年夜間人口（居住者）為66,368人。日間活動人口為59,591人，是夜間人口的0.898倍。
市內往市外的通勤者有18,851人，市外往市內的通勤者為12,652人。市內往市外的通學生有2,646人，市外往市內的通學生有2,068人。

## 市政
- 市長：藤野勝（ふじの まさる。第二任。任期屆滿日：2018年5月29日）
- 市議會（議員席次20席）
  - 議長：川島利男
  - 黨派分布（2013年5月15日）

| 黨派                     | 席次 |
| ------------------------ | ---- |
| 新政會                   | 8    |
| 公明黨                   | 6    |
| 日本共產黨               | 3    |
| 民主黨                   | 2    |
| 市民力量（市民のチカラ） | 1    |

## 國政、都政

### 國政
日本眾議院小選舉區中屬東京20區（東村山、東大和、清瀨、東久留米、武藏村山）。
- 第47回日本眾議院議員總選舉（2014年12月）
  - 木原誠二（自由民主黨）

### 都政
屬北多摩1區（東村山、東大和、武藏村山）。席次3人。

## 經濟
本市自古以來便是一大紡織重鎮，江戶時代至昭和初期是紡織品村山絣（かすり）的重要產地，後因其他產地的競爭而衰退。之後從伊勢崎等地導入新技術，創立村山大島紬。

### 農業
- 橘子、梨子、蘋果等農園、酪農業、茶田等。市內稻田都以改為住宅地。
- 農園多在武藏村山市中藤、神明、中央、三木、榎、三藤。

### 工業
- 天乃屋（日语：天乃屋）本社、東京工場：米菓子「歌舞伎揚」聞名。
- 新川本社、工場：半導體製造用精密機器人製造販售。
- 童屋日洋（日语：わらべや日洋）東京工場、村山第二工場：7-Eleven便當、飯糰、麵包的製造工場。

### 商業
- 大榮（日语：ダイエー）武藏村山店
- 永旺夢樂城武藏村山（日语：イオンモールむさし村山）

## 國家機關
- 国立感染症研究所村山廳舍：設有BSL-4實驗室

## 公共機關
- 警察
  - 本市由東大和警察署（日语：東大和警察署）管轄。市內於村山、三木、橫田、中藤設有交番，殘堀設有駐在所。
- 消防
  - 本市由北多摩西部消防署（東大和市）管轄。市內設有三木出張所。
- 都市瓦斯
  - 福生市武陽瓦斯（日语：武陽ガス）提供服務。

## 友好城市
- 日本长野县榮村

## 教育

### 小學校
- 市立
  - 第一小學校
  - 第二小學校
  - 第三小學校
  - 第七小學校
  - 第八小學校
  - 第九小學校
  - 第十小學校
  - 雷塚小學校（らいづか）－五小與六小合併成立。

### 中學校
- 市立
  - 第一中學校
  - 第三中學校
  - 第四中學校
  - 第五中學校

### 小中一貫校
- 市立
  - 村山學園－第四小學校與第二中學校合併成立。

### 高等學校
- 東京都立武藏村山高等學校（日语：東京都立武蔵村山高等学校）
- 東京都立上水高等學校（日语：東京都立上水高等学校）
- 拓殖大學第一高等學校（日语：拓殖大学第一高等学校）

### 大學
- 東京經濟大學村山校舍
- 國立音樂大學（僅講堂）

### 其他學校
- 東京都立村山特別支援學校

## 公共設施

### 文化設施
- 武藏村山市民会會（SAKURA HALL）

### 教育、福祉設施
- 市民總合中心
- 綠丘接觸中心
- 歷史民俗資料館
- 圖書館（市內6處）

### 運動設施
- 總合體育館
- 總合運動場
- 野山北公園運動場
- 大南公園野球場
- 雷塚公園野球場
- 大南公園泳池
- 野山北公園泳池

### 醫療
- 國立醫院機構村山醫療中心（日语：国立病院機構村山医療センター）（肢體為主的復健設施）
- 社會醫療法人財團大和會武藏村山醫院（市內地一間綜合醫院）

## 交通
本市無鐵路或國道通過。計畫延伸至新青梅街道上的多摩都市單軌電車（現在僅至東大和市上北台）目前則沒有具體計畫。
鄰近車站有玉川上水站、武藏砂川站（西武拜島線/立川市）及櫻街道站、上北台站（多摩都市單軌電車線/東大和市）。

### 路線巴士
- 西武巴士
- 都營巴士
- 立川巴士（日语：立川バス）
- 武藏村山市內循環巴士（日语：武蔵村山市内循環バス）（MM Shuttle（日语：MMシャトル））

### 道路
東西向主要道路有青梅街道、新青梅街道（東京都道5號），南北向有立川市至所澤市的主要地方道東京都道55號所澤武藏村山立川線等道路。

#### 都道
- 主要地方道
  - 東京都道5號新宿青梅線（青梅街道、新青梅街道）
  - 東京都道55號所澤武藏村山立川線（日语：埼玉県道・東京都道55号所沢武蔵村山立川線）
  - 東京都道59號八王子武藏村山線（日语：東京都道59号八王子武蔵村山線）
- 一般都道
  - 東京都道162號三木八王子線（日语：東京都道162号三ツ木八王子線）
  - 東京都道253號保谷狹山自然公園自轉車道線（日语：東京都道253号保谷狭山自然公園自転車道線）

## 觀光

### 景點、古蹟
- 村山溫泉片栗之湯（村山温泉かたくりの湯）：市營公眾浴場。
- 東京都立野山北、六道山公園（のやまきた・ろくどうやまこうえん）：狹山丘陵的自然公園。
- 野山北公園自轉車道：鋪設於原輕便鐵路路線上的自行車道。
- 大多羅法師之井：日本各地流傳的巨人傳說史蹟。

### 祭典、活動
- 武藏村山市觀光納涼花火大會：由武藏村山市商工會於村山溫泉片栗之湯停車場舉行的活動。隨著西曆而增加煙火數量。
- 村山大多羅祭（村山デエダラまつり）：市內最大活動。於日產村山工場舊址舉行。

## 著名出身、相關人士
- 優香 - 藝人。兒時在此度過。
- 櫻井政博 - 電子遊戲總監，遊戲設計師。

## 外部連結
- 武藏村山市官方網站 （页面存档备份，存于） （日語）